# Sultanhanı

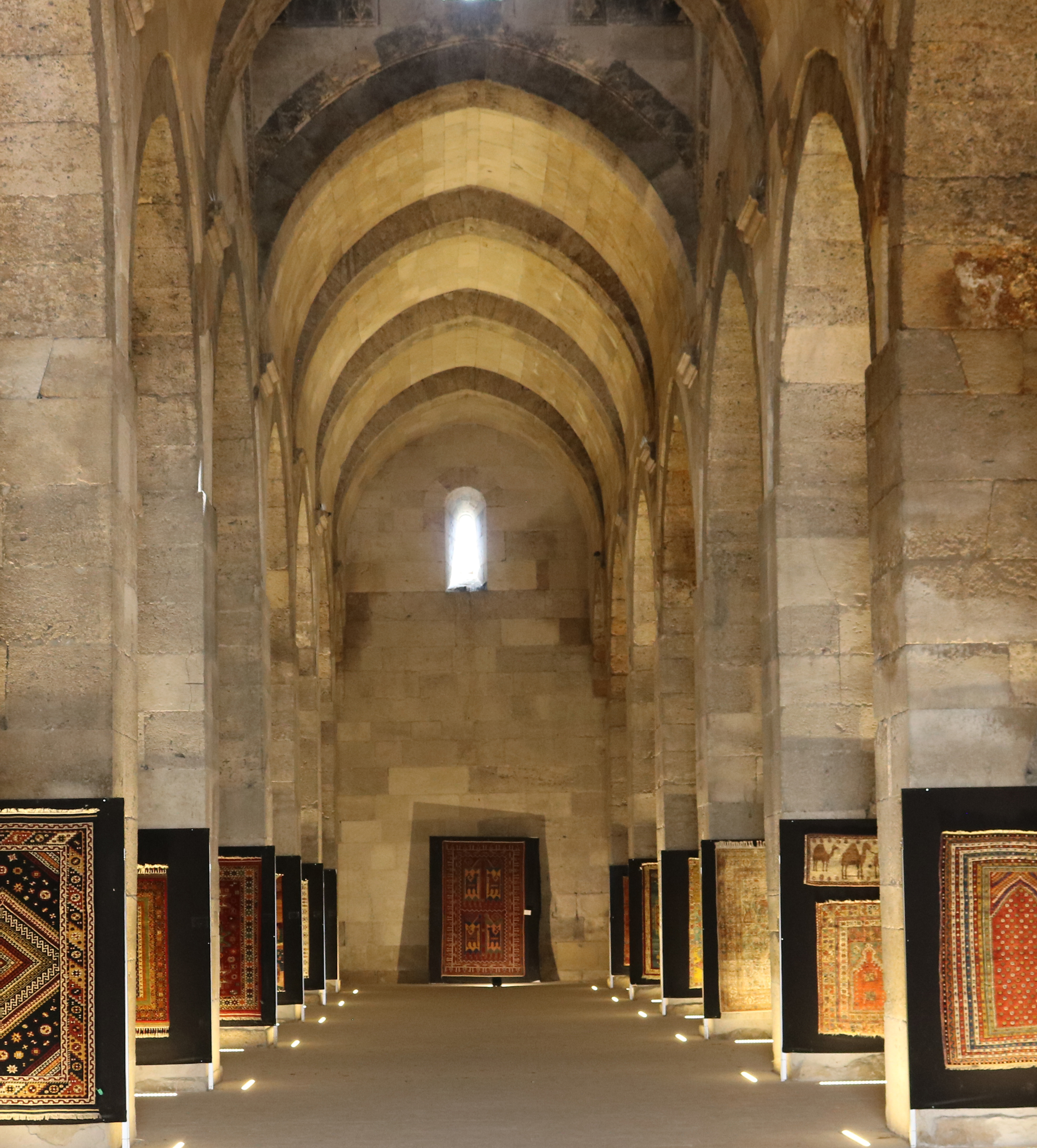
Sultanhanı, Innenansicht der Karawanserei

Sultanhanı ist eine Stadt (Belde) und ein Landkreis in der Provinz Aksaray in der Türkei.

## Karawanserei
Die Karawanserei liegt auf halbem Weg zwischen Konya und Aksaray an der D 300. Gegründet im Jahre 1229 unter dem seldschukischen Herrscher Kai Kobad I., wuchs sie, aufgrund der zentralen Lage an der historischen Seidenstraße und am seldschukischen Karawanenweg, schnell zur größten Karawanserei in Kleinasien.
Man betritt die Karanwanserei durch ein reich verziertes Portal im Nordosten und gelangt in einen rechteckigen Hof, in dessen Mitte eine kleine Mescit steht. Dem Eingangsportal gegenüber schließen an den Hofplatz die Stallungen an, deren Grundfläche nochmals etwa der Hofgröße entspricht. Das Dachgewölbe der Stallungen tragen 32 Säulen, die den Raum in mehrere Schiffe gliedern. Hier lagerten die Tragtiere und in der kalten Jahreszeit auch deren Begleiter. Während der wärmeren Monate schliefen die Menschen auf dem Dach, das sie über Treppen an der Hofmauer erreichen konnten.
In der Westecke des Hofes liegt das Hamam – das türkische Bad – und daran anschließend Vorrats- und Küchenräume sowie einige kleine Wohnräume. Auf der gegenüberliegenden Längsseite des Platzes befinden sich Lagerräume für die Waren. 
1950 wurden viele Teile des Gebäudekomplexes durch ein Erdbeben zerstört, inzwischen sind sie aber wieder restauriert. Der Innenraum wird heute mitunter für Ausstellungen genutzt.

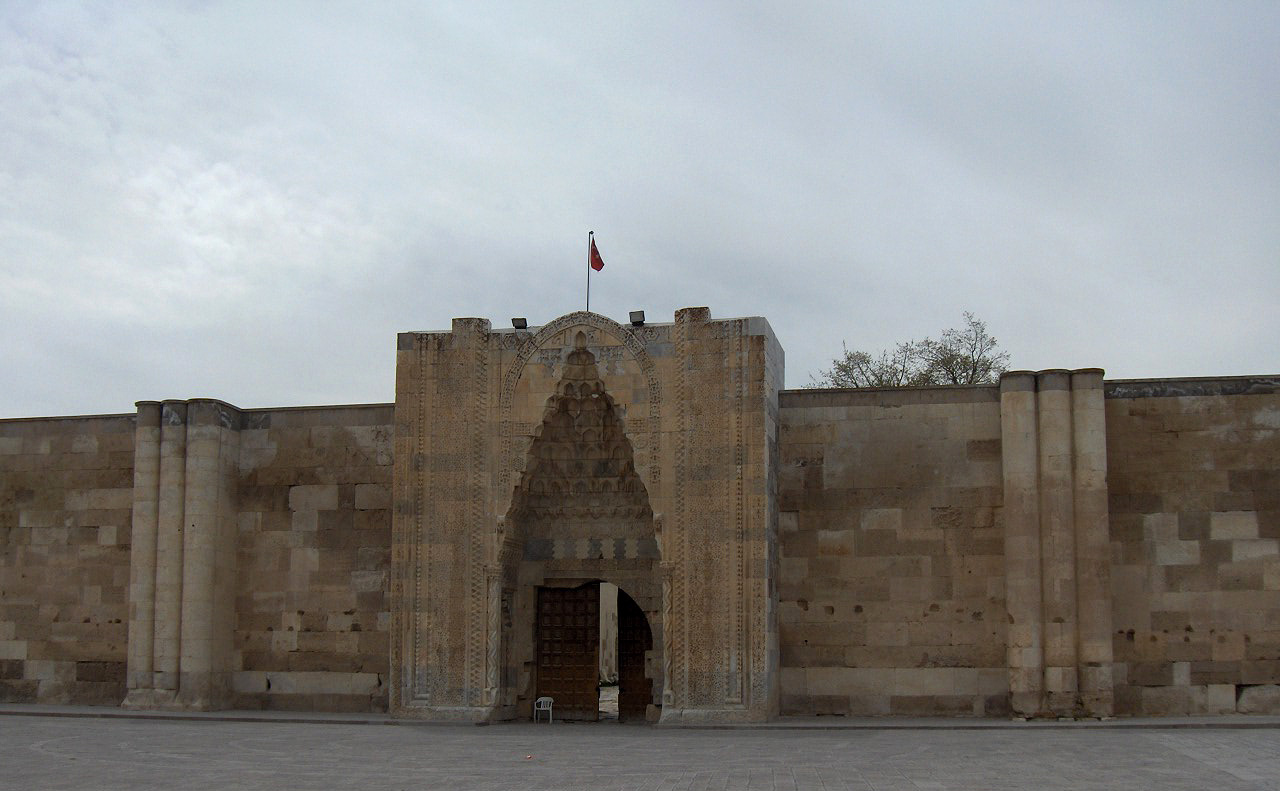
Das Hauptportal von Sultanhanı

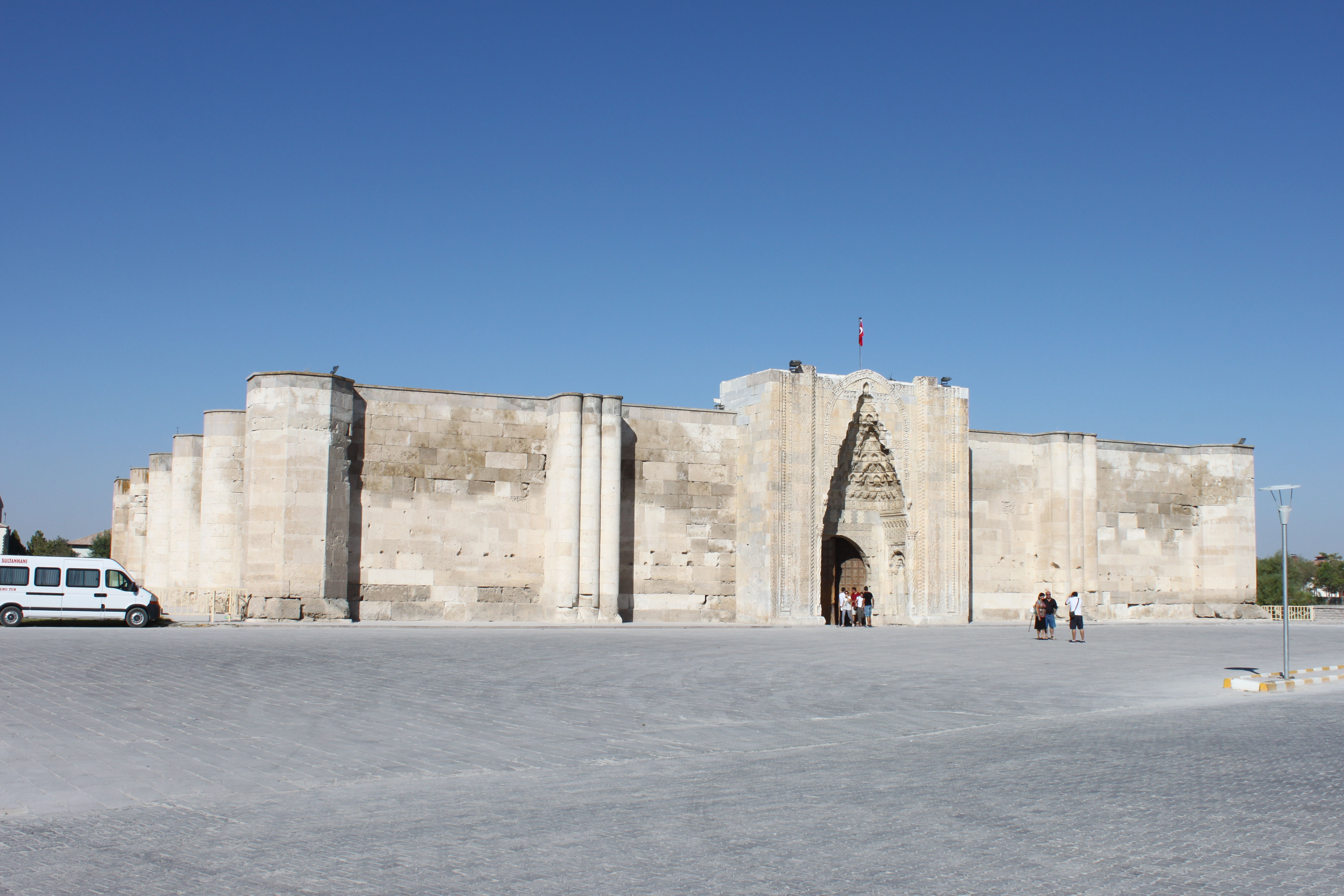
Nordseite der Karawanserei

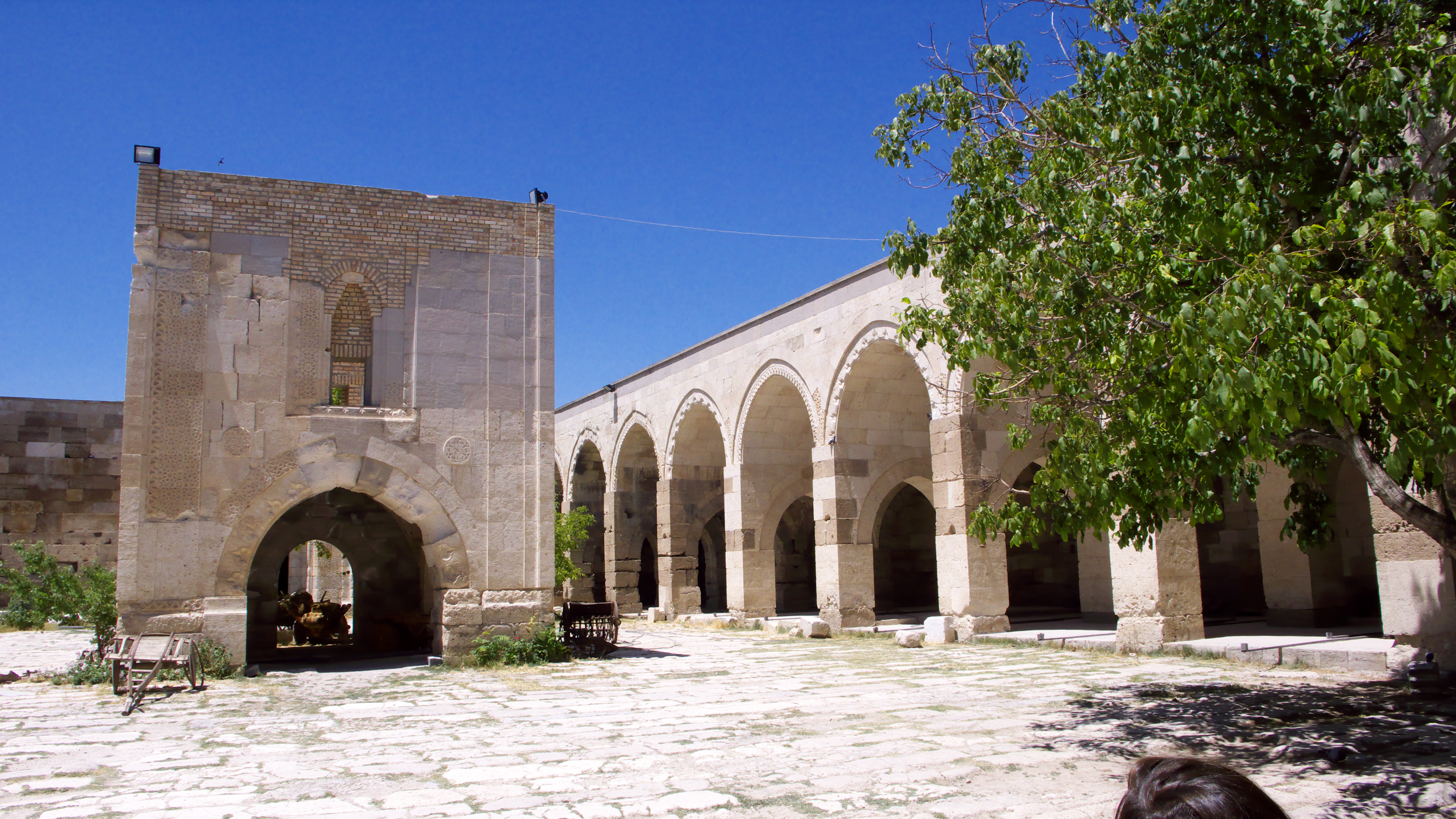
Patio (Innenhof) der Karawanserei

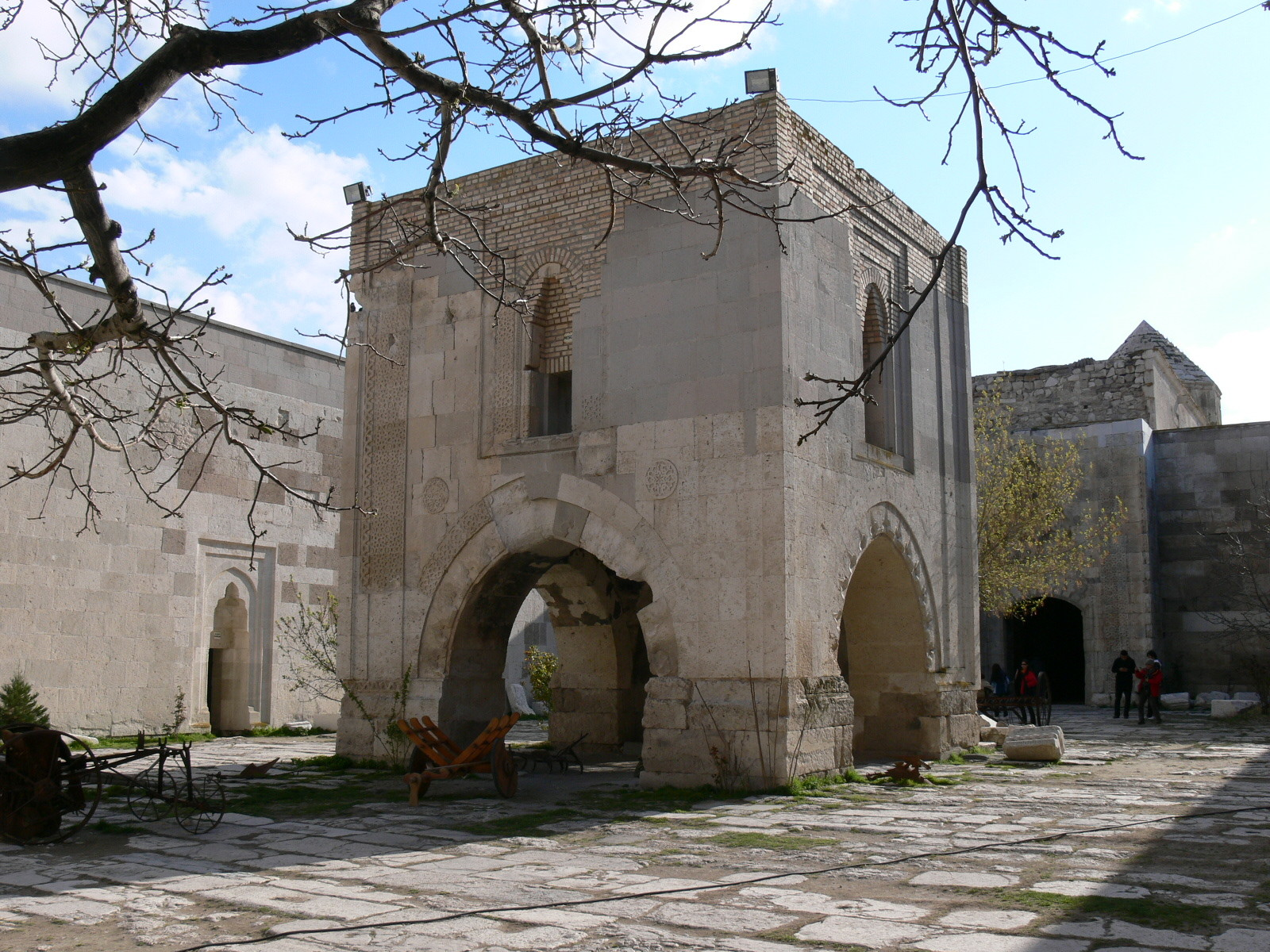
Gebetshaus im Innenhof

## Geschichte
Die Karawanserei wurde im 13. Jahrhundert erbaut. Sie ist eine von zwölf Karawansereien, die die Sultane von Rum zwischen der damaligen Hauptstadt Konya und der zweitgrößten Stadt Kayseri erbauen ließen. Für diese Herbergen, die Mensch und Tier mit allem Nötigen versorgten, mussten die Kaufleute jährlich eine Steuer entrichten.

## Stadt und Landkreis
Der Landkreis wurde am 25. August 2017 gebildet. Die Stadt hatte Ende 2021 10.958 und der Landkreis 11.630 Einwohner. Zum Landkreis gehört noch das Dorf (Köy) Yeşiltömek mit 684 Einwohnern, 14 mehr als im Jahr davor. Bürgermeister ist seit den Kommunalwahlen im März 2019 Çapan Ergin.